# Симиренко

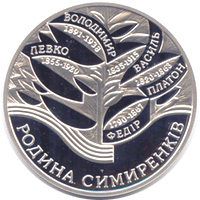
Памятная монета Украины

Симиренко — украинский род промышленников-сахаропроизводителей, собственников заводов, пионеров пароходства на Днепре, учёных и садоводов, меценатов культуры.

## Генеалогия

Лев Симиренко с детьми в 1910-х годах.
Слева направо: Платон, Владимир, Лев, Татьяна

Род Симиренко берёт начало от некоего казака Андрея, отказавшегося присягнуть на верность российской императрице Екатерине ІІ, за что был лишён статуса вольного. Сам он, как гласит предание, крепостным себя не признал, предпочтя жить на свободе, хоть и вдалеке от родного дома: почти 20 лет он был казаком в Запорожской Сечи, а позже занимался чумачеством. Умер в конце XVIII века.
Его сын — Степан, согласно ревизской сказке за 1811 год — был крепостным графини Александры Браницкой.
Сын Степана — Фёдор тоже был крепостным, но графиня Браницкая была весьма либеральных взглядов, что позволило Фёдору получить образование и даже начать собственное дело: вместе со своим тестем Яхненко — Фёдор арендовал, а затем строил мельницы вдоль реки Ольшанки около родного Платонового Хутора (между Городищем и селом Млиев на Черкащине), торговал хлебом и скотом.
Дела шли успешно, так что семьи Симиренко и Яхненко выкупили себя из крепостных и вскоре основали собственный торговый дом, который всего через 10 лет, в середине 1820-х годов XIX века, практически монополизировал торговлю скотом на юго-западе Российской империи. Жители Одессы присвоили купцам первой гильдии Фёдору Симиренко и братьям Яхненко звания почётных граждан.
Позднее Фёдор стал одним из первых украинских сахарозаводчиков. Выкупив из крепостничества ещё и двух своих смекалистых сыновей, Фёдор Степанович послал их учиться в Политехнический институт в Париж.
Сыновья Фёдора — Платон и Василий — были известными инженерами-технологами, а также промышленниками и меценатами Украины. Платон к тому же увлекался садоводством.
Сын Платона — Лев (Левко) и сын Льва — Владимир — были известными помологами, основателями садоводства не только на Украине, но и в Российской империи (позже и в СССР).
Сын Владимира — Алекса — социолог, живёт в США.

## Память

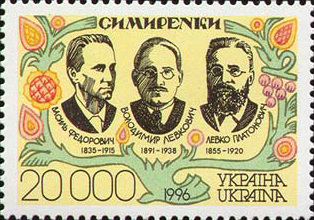
Симиренко на почтовой марке Украины, 1996 год: Василий Симиренко, Владимир Симиренко, Лев Симиренко.

- 25 мая 1996 года издательством «Марка України» была выпущена почтовая марка номиналом 20 000 карбованцев..
- 28 ноября 2005 года Национальным банком Украины была введена в оборот памятная монета номиналом 10 гривней — «Родина Симиренків» из серии «Славетні роди України».
- В честь Льва Симиренко в Одессе названа улица.